# Омелечко, Николай Фёдорович
Николай Фёдорович Омелечко (3 июля 1922 — 22 июня 1953) — заместитель командира стрелковой роты 2-го батальона 40-го гвардейского стрелкового полка 11-й гвардейской стрелковой дивизии 11-й гвардейской армии Западного фронта, гвардии лейтенант. Герой Советского Союза.

## Биография
Родился 3 июля 1922 года в селе Новониканоровка Сватовского района Луганской области Украины. Был секретарём комсомольской организации колхоза.
В РККА с мая 1941 года. Участник Великой Отечественной войны с июня 1941 года. Отличился 25-26 февраля 1943 года в боях у деревень Дмитриевка и Андреевские Палики Калужской области (Жиздринская операция). Организовал оборону захваченного рубежа. Рота под командованием Н. Ф. Омелечко отразила четыре контратаки противника, подбив три танка.
Указом Президиума Верховного Совета СССР «О присвоении звания Героя Советского Союза начальствующему и рядовому составу Красной Армии» от 19 июня 1943 года за «образцовое выполнение боевых заданий командования на фронте борьбы с немецкими захватчиками и проявленные при этом отвагу и геройство» удостоен звания Героя Советского Союза с вручением ордена Ленина и медали «Золотая Звезда».
В 1943—1945 годах воевал на Западном, Северо-Западном, 1-м Украинском и 3-м Белорусском фронтах.
Награждён орденами Красного Знамени, Отечественной войны 1-й степени, медалями.
После войны в запасе. Работал заведующим торговым отделом Нижнедуванского райпотребсоюза, заведующим отделом кадров Ворошиловградской обувной фабрики.
Погиб 22 июня 1953 года. Похоронен в Новониканоровке.

## О подвиге в мемуарах
При развитии наступления на опорный пункт Полики во 2-м батальоне 40-го полка 11-й гвардейской стрелковой дивизии особенно отличилась рота лейтенанта Николая Фёдоровича Омелечко.

Ночью Омелечко во главе группы бойцов по приказанию командира батальона капитана В. П. Шарапова зашел в тыл опорного пункта и организовал засаду, оседлав дорогу, подходившую в нему с тыла. На рассвете наблюдатели обнаружили приближение небольшой группы вражеских солдат во главе с офицером. Николай решил захватить их в плен….Перепуганные фрицы подняли руки и сдались.

Через некоторое время с другой стороны к месту засады подошла ещё одна группа гитлеровцев численностью около двадцати человек. Лейтенант приказал пленному немецкому офицеру выйти навстречу и объяснить, что солдаты окружены и должны сдаться. Тот вынужден был выполнить это требование. Вражеские солдаты сложили оружие .Только двое из них бросились бежать…..

Как только гитлеровцы обнаружили группу лейтенанта Н. Ф. Омелечко, они открыли по ней миномётный огонь и перешли в атаку Но она была отбита с большими потерями для фашистов. Омелечко был ранен, но остался в строю. Повторную атаку фашисты провели ротой пехоты при поддержке трёх танков. Это совпало с началом штурма вражеского опорного пункта Полики, что ещё более приподняло боевой дух бойцов, принявших неравный бой. Лейтенант тут же вызвал огонь артиллерии по противнику. Из этой жестокой схватки гвардейцы вышли победителями.
— Герой Советского Союза  Маршал Советского Союза  Баграмян И.Х.  Так  шли мы к победе. -  М: Воениздат, 1977.- С.169,170.